# Дрімлюга-короткохвіст (рід)
Дрімлюга-короткохвіст (Eleothreptus) — рід дрімлюгоподібних птахів родини дрімлюгових (Caprimulgidae). Представники цього роду мешкають в Південній Америці.

## Види
Виділяють два види:
- Дрімлюга-короткохвіст (Eleothreptus anomalus)
- Дрімлюга білокрилий (Eleothreptus candicans)

## Етимологія
Наукова назва роду Eleothreptus походить від слова дав.-гр. ἑλεοθρεπτος — той, хто виріс на болоті (від сполучення слів ἑλος — болото і τρεφω — годувати).